# Kauan (football, 2005)
 (mars 2025).
Kauan Rodrigues da Silva est un footballeur brésilien né le 16 avril 2005 à Caxias. Il joue au poste de milieu de terrain à l'Atlético Goianiense sous forme de prêt de Fortaleza.

## Carrière

### En club
En 2017, il rejoint le Goiás EC. En 2023, il intègre l'équipe première. Il joue son premier match le 1 mars 2023 en coupe contre l'Agremiação Sportiva Arapiraquense.
Le 3 mai 2023, il rejoint le Fortaleza EC. 
Le 27 février 2025, il est prêté à l'Atlético Goianiense.

### En sélection
Avec les moins de 20 ans, il participe au Championnat de la CONMEBOL en 2025 au Venezuela. Il joue 4 matchs pendant ce tournoi et le Brésil remporte le titre.

## Palmarès
- Vainqueur de la Copa do Nordeste en 2024
- Vainqueur du Championnat de la CONMEBOL des moins de 20 ans en 2025